# 孝霊山
孝霊山（こうれいさん）は、鳥取県西伯郡大山町と米子市との境界にある山である。標高751.4メートル（m）。瓦山（からやま）、韓山（からやま）との別名がある。

## 概要
大山山系に属し、大山火山の側火山である。古期大山の活動期に形成されたと考えられていたが、山体を構成する岩石が比較的新しく、新期大山の活動初期に側火山として形成されたと考えられている。麓には弥生時代の大規模集落として有名な妻木晩田遺跡や伯耆古代の丘公園がある。大山と背比べをするために、高麗の国の人たちが運んできた山との伝説がある。山麓に湧水群がある。本宮の泉　日量30,00t（鳥取県指定の名水）、天の真名井 - 名水百選

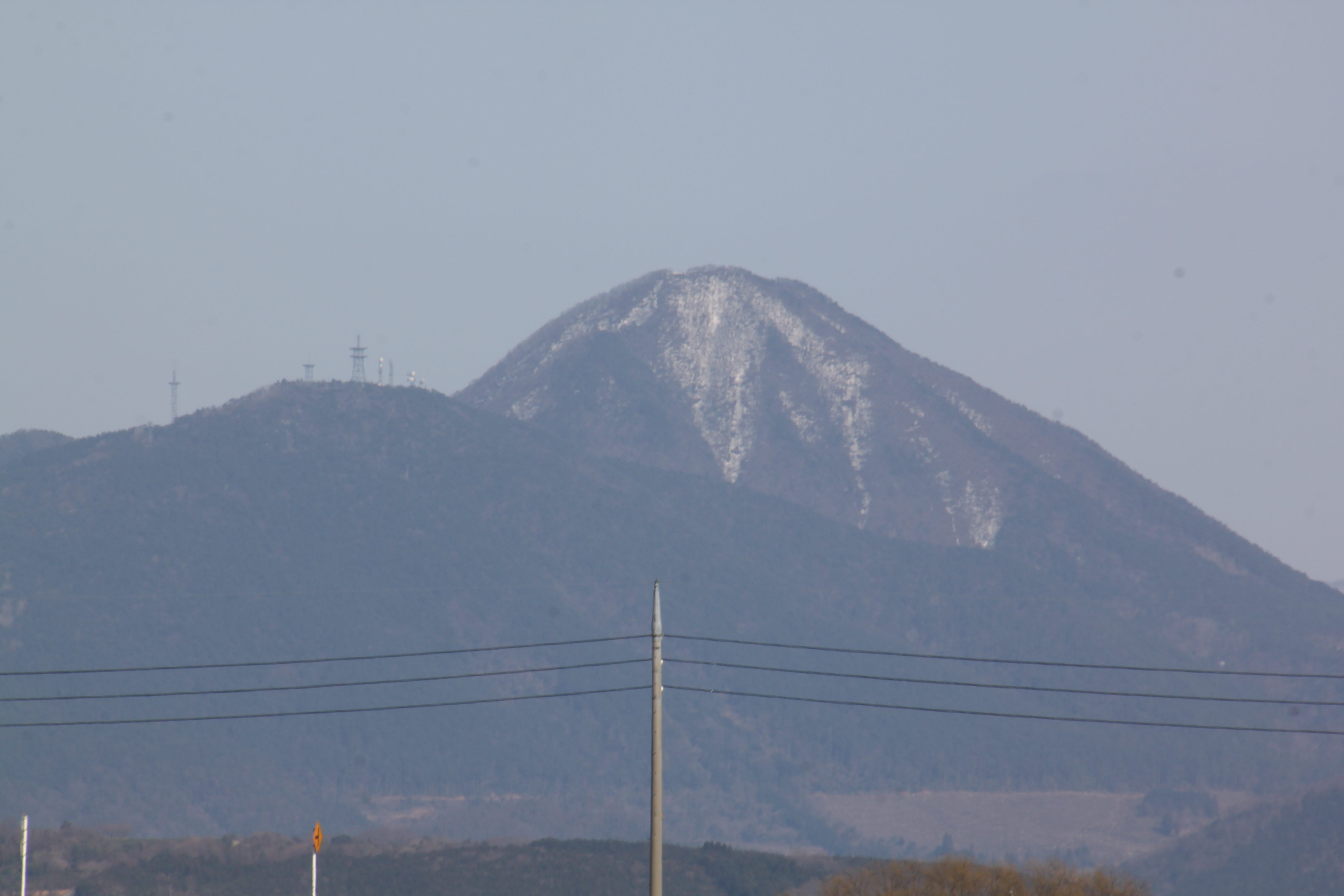
東から望む
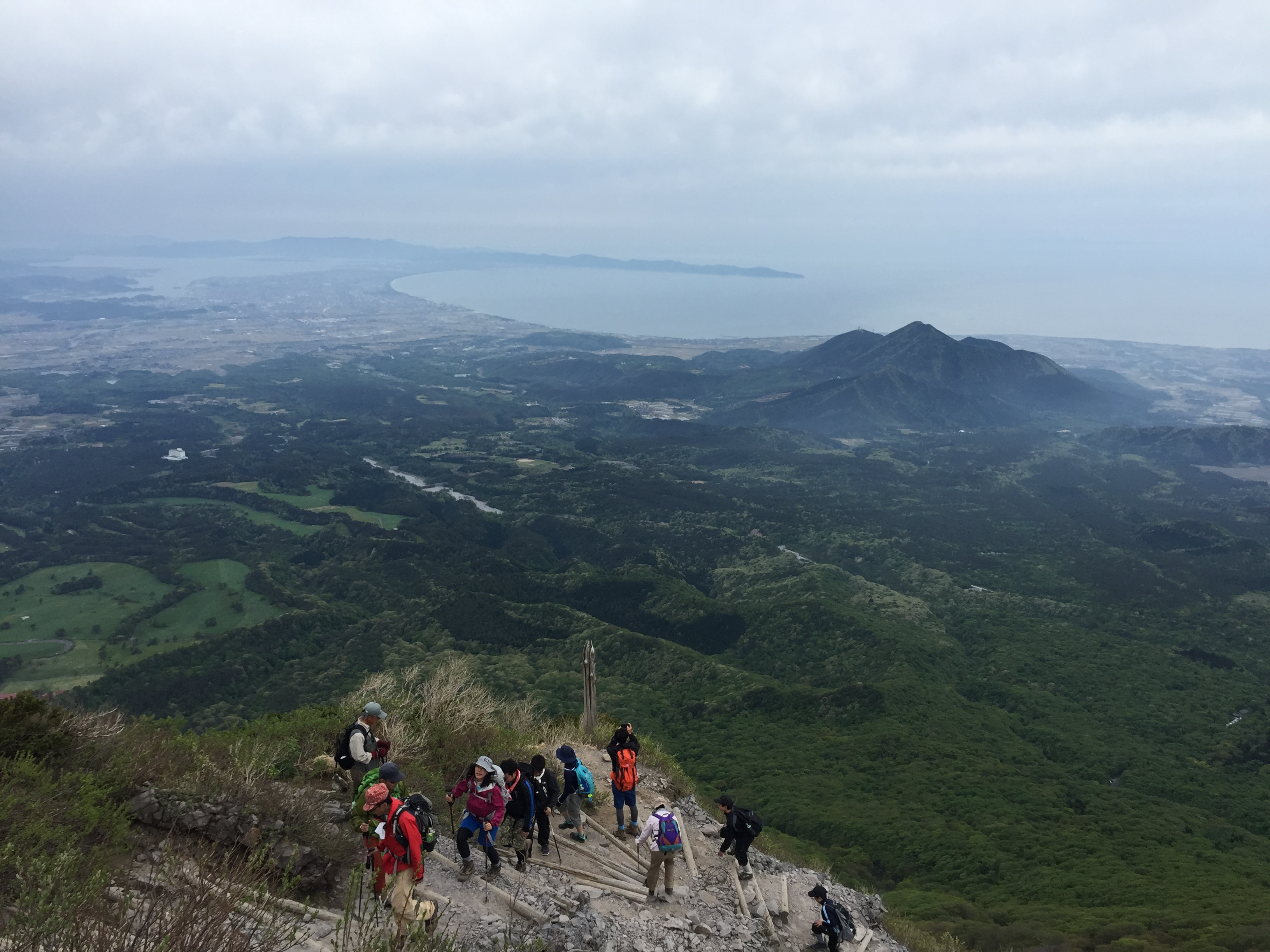
周辺環境 大山から望む

## NTT孝霊無線中継所（跡）
- 孝霊山への中途、標高580 mピーク（上清水山）手前にはNTT孝霊無線中継所が設置されていた。（山体写真の最左端鉄塔）
- 残されたNTT鉄塔は米子市のコミュニティ放送局DARAZコミュニティ放送の送信用鉄塔となっている。見通しが良い為同局は鳥取県西部、島根県東部の広範囲で聴取できる。
- また、ロケーションに優れたため日本国有鉄道も「孝霊極超短波無線中継所」を近隣に設置していた。
- アナログテレビジョン放送が行われていた当時はNHK上淀江テレビ中継局も近隣に設置されていた。ただし、淀江地区は殆どの世帯で松江・米子 テレビ・FM放送所へアンテナが向けられている為に同中継局を受信していた世帯は皆無に近く、日野、溝口、米子飯山局へ中継するFX局としての運用が実態であった。現在は中継用のFPUのみ残っている。参考
- 米子市のケーブルテレビ局中海テレビ放送の受信点もこの580mピーク。参考
- アマチュア無線レピータ局（JR4VL 孝霊山レピータ 439.42MHz 1291.42MHz）も設置されている。鳥取県西部と島根県東部の広範囲をカバーする。参考

## FMラジオ放送送信設備
- 鳥取県西伯郡大山町長田字壬平1052番地

| 放送局名              | コールサイン | 周波数  | 空中線電力 | ERP | 放送対象地域       | 放送区域内世帯数 | 開局日       |
| DARAZコミュニティ放送 | JOZZ8AT-FM   | 79.8MHz | 20W        | 80W | 米子市及び日吉津村 | 約53000世帯      | 2010年6月1日 |

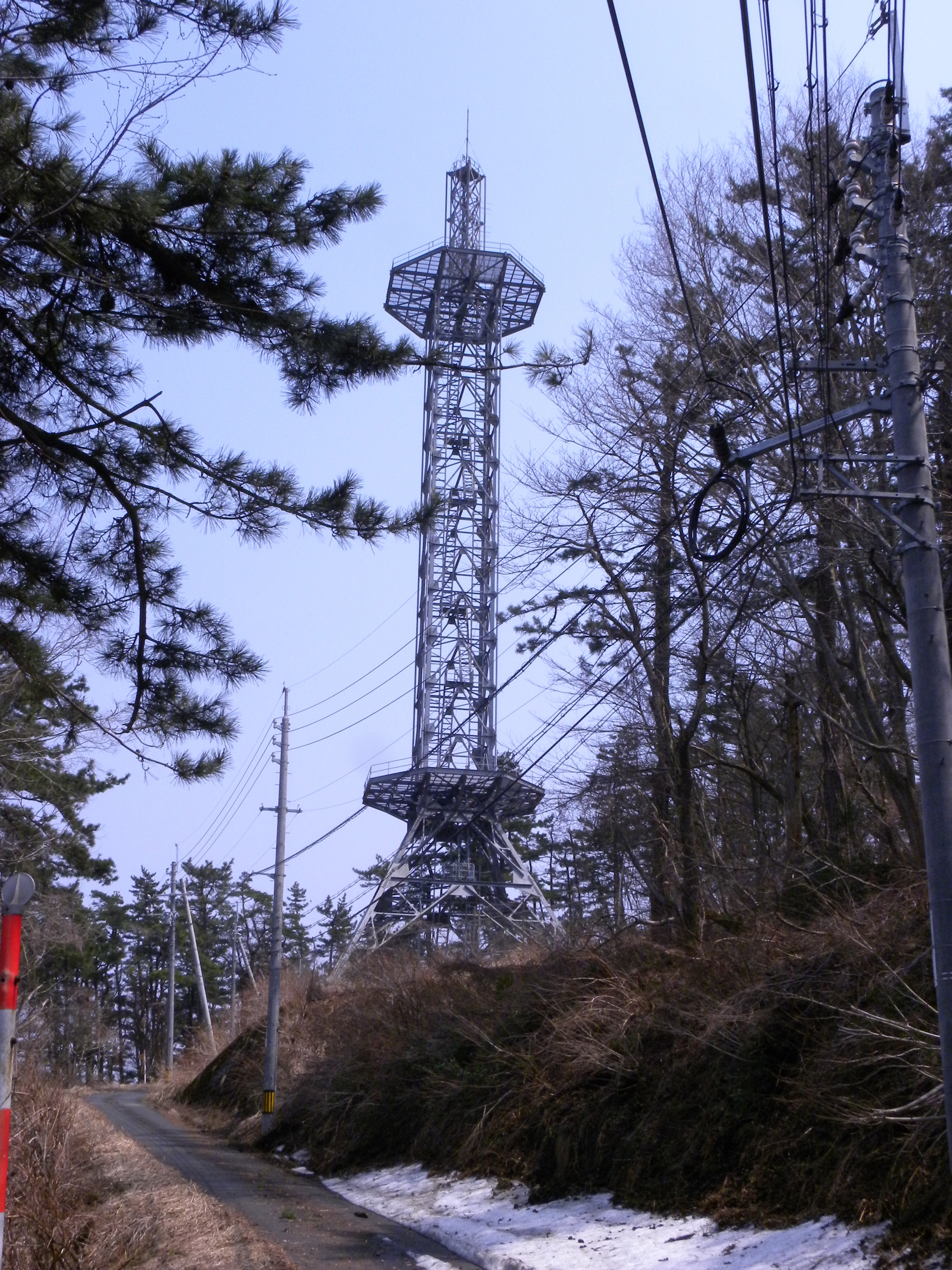
NTT孝霊無線中継所鉄塔・全体
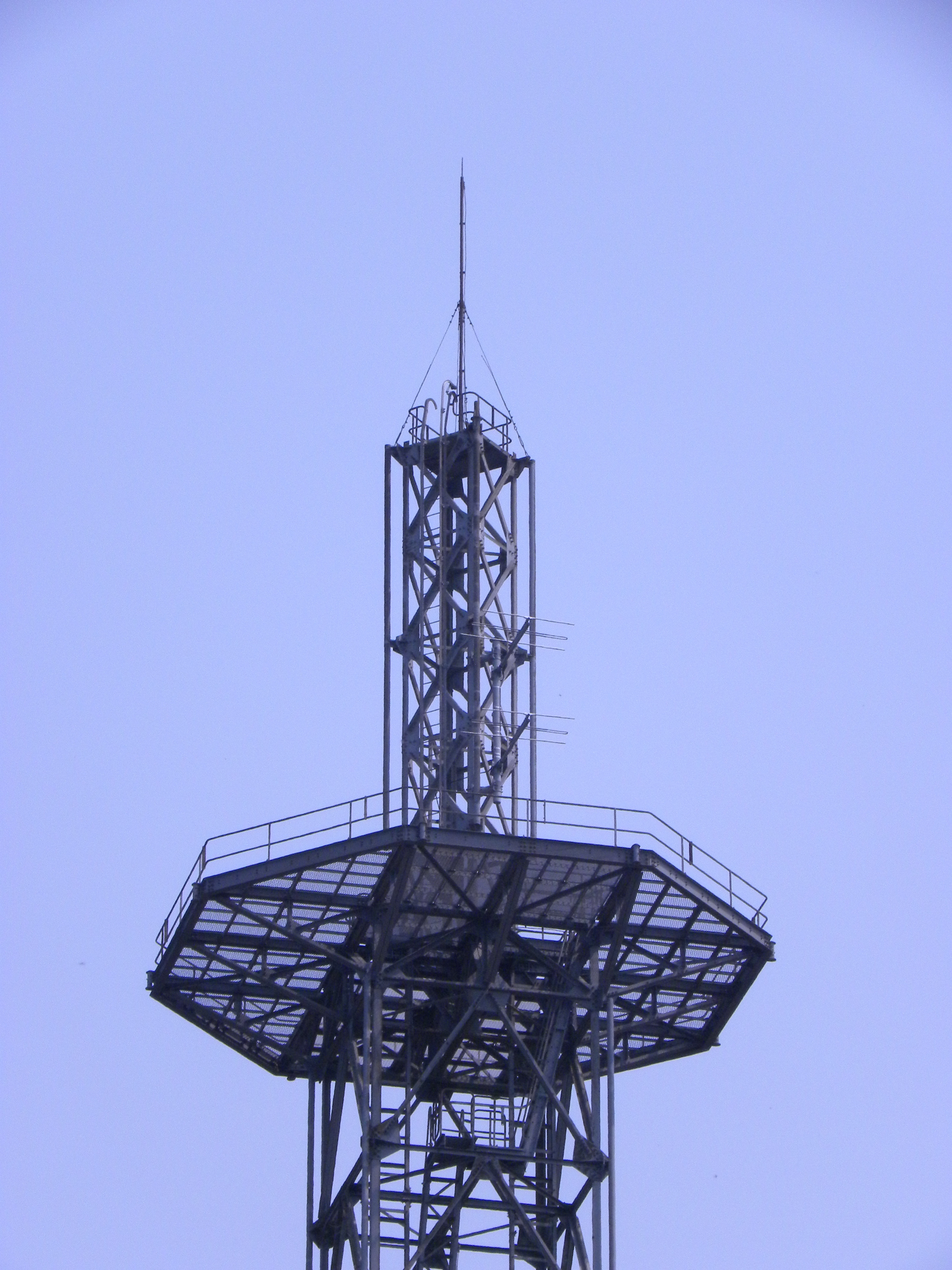
DARAZコミュニティ放送 送信アンテナ
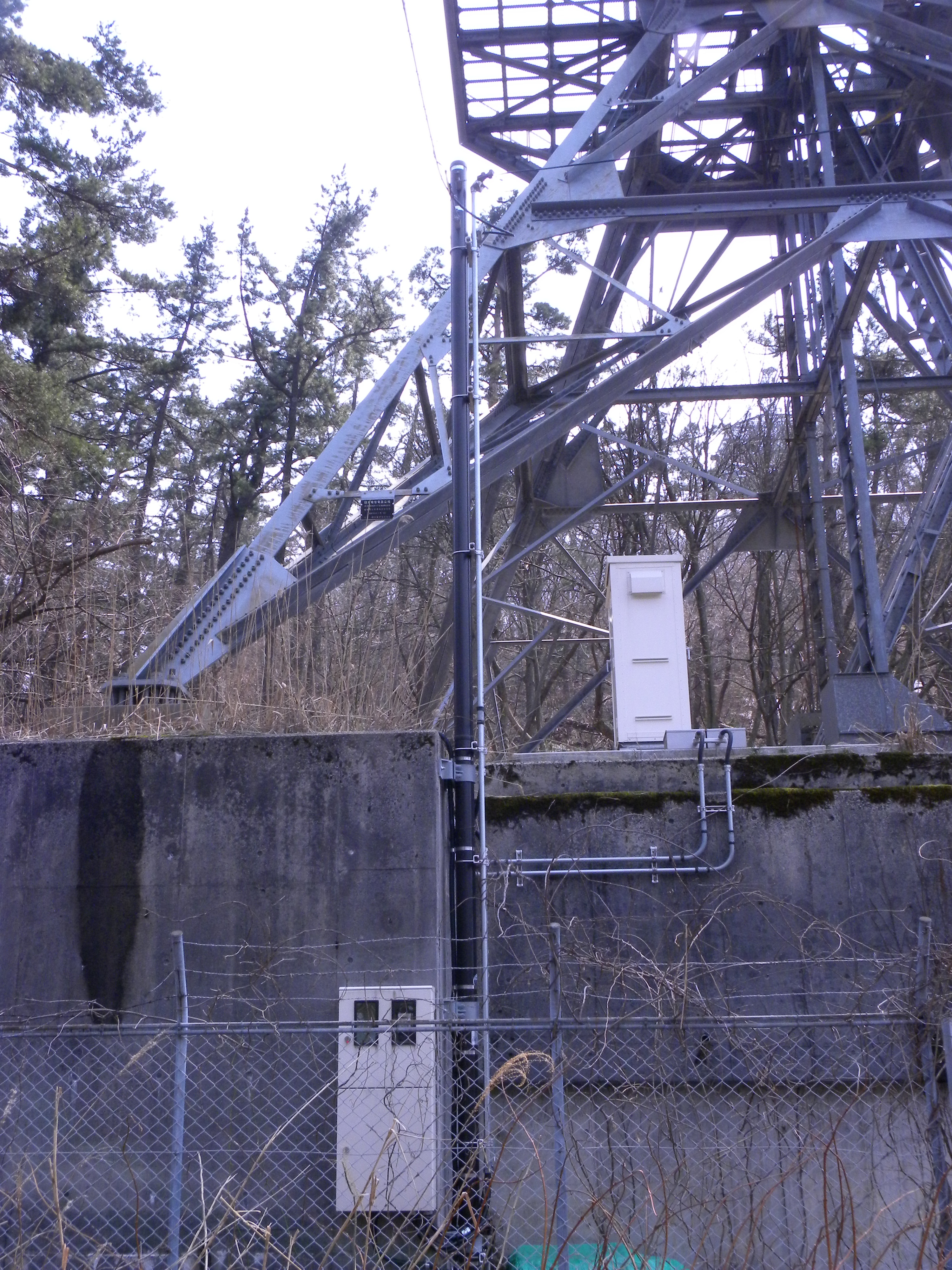
DARAZコミュニティ放送 送信設備

- 空中線は3素子八木・宇田アンテナ水平偏波2段スタック1面（北西向け、弓ヶ浜半島方面）である。
- 送信所データ及び放送対象地域内の世帯数は、総務省無線局免許情報及び中国総合通信局プレスリリースを参考とした。